# His Chum the Baron
«His Chum the Baron» — американский короткометражный комедийный фильм Мака Сеннета.

## Сюжет
Смит со своим другом, барон, были приглашены на бал. Но у барона нет собственной одежды и он одалживает фрак Смита, в результате чего оказывается в трудном положении и скитается из комнаты в комнату...

## В ролях
| Актёр              | Роль             |
| ------------------ | ---------------- |
| Форд Стерлинг      | барон вон Снизер |
| Мэйбл Норманд      |                  |
| Руб Миллер         |                  |
| Гарольд Ллойд      |                  |
| Ник Когли          |                  |
| Дот Фарли          |                  |
| Честер М. Франклин |                  |
| Лаура Окли         |                  |
| Кармен Филлипс     |                  |